# Anurogryllus celerinictus
Anurogryllus celerinictus  (лат.) — вид сверчков (Gryllidae) рода Anurogryllus. Был описан в 1973 году Томасом Уокером.
В январе 2019 года было предположено. что брачная «песня» именно этого вида стало причиной т. н. «Гаванского синдрома», вызвавшего дипломатический скандал между США и Кубой.

## Ареал
Встречается в Южной Америке, на Карибских островах и Ямайке. В США ранее был обнаружен только на островах Флорида-Кис (Флорида, США). Впоследствии появился в континентальном округе Майами-Дейд (Флорида).

## Дипломатический скандал
В 2017 году посольство США в Гаване более чем вдвое сократило свой персонал, когда дипломаты начали жаловались на головные боли, тошноту и другие симптомы, появлявшиеся при появлении некоего проникающего звука в их домах и близлежащих отелях. Таинственная волна недомоганий подпитывала слухи о том, что сотрудники посольства стали жертвами акустического оружия. Это предположение усилилось, когда в Ассошиэйтед Пресс выпустило аудиозапись высокочастотного шума, сделанную американским персоналом на Кубе.
Однако, в 2019 году новый анализ аудиозаписей показал, как учёные Великобритании и США теперь считают, истинный источник пронзительного шума: это стрекотание индейского короткохвостого сверчка Anurogryllus celerinictus.